# PGC 2182804
LEDA/PGC 2182804 ist eine Galaxie im Sternbild Perseus am Nordsternhimmel. Sie ist schätzungsweise 619 Millionen Lichtjahre von der Milchstraße entfernt und hat einen Durchmesser von etwa 190.000 Lichtjahren. Vom Sonnensystem aus entfernt sich das Objekt mit einer errechneten Radialgeschwindigkeit von näherungsweise 13.700 Kilometern pro Sekunde.

## Galaktisches Umfeld
| Nr. | Galaxie           | Alternativname          | Rek           | Dek           | Distanz/asec |
| --- | ----------------- | ----------------------- | ------------- | ------------- | ------------ |
| →   | LEDA/PGC 2182804  | 2MASX J02424050+4132556 | 02h42m40.506s | +41d32m55.67s | 0            |
| 1   | LEDA/PGC 213068   | UGC 2187                | 02h43m12.199s | +41d30m52.17s | 376.26       |
| 2   | NGC 1040/NGC 1053 | PGC 10298               | 02h43m12.44s  | +41d30m02.2s  | 398.50       |
| 3   | LEDA/PGC 10312    | UGC 2194                | 02h43m26.66s  | +41d24m24.4s  | 728.22       |
| 4   | LEDA/PGC 2179906  | 2MASX J02415984+4121396 | 02h41m59.84s  | +41d21m39.6s  | 816.78       |
| 5   | LEDA/PGC 2179615  | 2MASX J02420038+4120336 | 02h42m00.40s  | +41d20m33.9s  | 867.04       |
| 6   | LEDA/PGC 10345    | CGCG 539-087            | 02h43m54.48s  | +41d26m40.5s  | 911.78       |